# Haemadipsidae
Haemadipsidae je čeleď suchozemských krevsajících pijavic z indopacifického regionu.

## Systematika
Za popisnou autoritu čeledi Haemadipsidae je pokládán francouzský zoolog Émile Blanchard, jenž v 90. letech 19. století vytyčil podčeleď Haemadipsinae k odlišení suchozemských krevsajících pijavic od jejich vodních a dravých protějšků. Systematika byla v průběhu historie značně proměnlivá. K druhově nejpočetnějšímu rodu Haemadipsa systematici přidávali až 30 různých, vesměs monotypických rodů. Následující výčet rodů se zakládá na zdroji Borda & Siddall, 2010, jehož autoři vycházejí z taxonomie, kterou představil Sawyer, 1986.
- Haemadipsa Tennent 1859
- Tritetrabdella Moore 1938
- Chtonobdella Grube 1866
- Domanibdella Richardson 1974
- Neoterrabdella Richardson 1969
- Phytobdella Blanchard 1849
- Planobdella Blanchard 1849
- Phytobdella Blanchard 1849
- Idiobdella Harding 1913
- Mahebdella Richardson 1978
- Leiobdella Richardson 1974
- Malagabdella Richardson 1975
- Tristabdella Richardson 1975
- Nesophilaemon Nybelin 1943
- Philaemon Lambert 1898

Rody Haemadipsa a Tritetrabdella sdílejí trojdílné čelisti, zatímco zbývající rody mají čelisti dvojdílné. Haemadipsa sp. a Tritetrabdella sp. proto v některých systémech mohou vystupovat jako čeleď Haemadipsidae v užším smyslu. Rekonstrukce fylogeneze nicméně ukázala, že klad pijavek s dvojdílnými čelistmi se evolučně odvozuje od předků s třídílnými čelistmi. Za zmínku stojí i problematické rody suchozemských pijavic Xerobdella, Mesobdella a Diestecostoma z Ameriky a Evropy, jež se ukázaly být s ostatními pijavkami čeledi Haemadipsidae blíže nepříbuzné, a evoluce obou skupin tedy probíhala nezávisle. Studie z roku 2008 tři výše zmíněné rody zařadila do čeledi Xerobdellidae.

## Ekologie

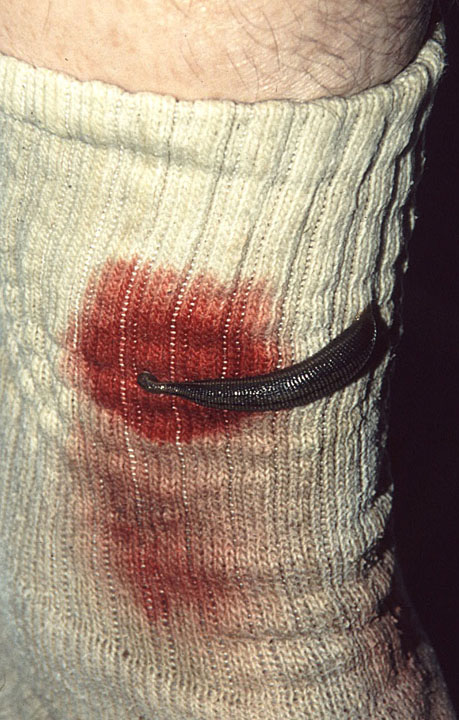
Pijavky rodu Haemadipsa jsou schopny prokousat se i oblečením

Pijavky z čeledi Haemadipsidae se přizpůsobily životu na zemi, svým výskytem se však omezují na vlhké lesy se sezónními srážkami. Zřejmě nejznámější zástupce představují druhy z rodu Haemadipsa (jako je pijavka tygří, odb. H. picta), číhající na svého potenciálního hostitele typicky na okolní vegetaci. Jeho přítomnost zaznamenají na základě otřesů a chemických atraktantů, přičemž během charakteristického vyhledávacího chování se tito parazité zadní přísavkou zachycují podkladu, zatímco přední část těla zdvihnou a krouživě s ní pohybují. Suchozemské pijavky platí za metlu návštěvníků tropických oblastí Indopacifiku. Například Ludwig Karl Schmarda (1819–1908), rakouský přírodovědec a cestovatel původem z Moravy, se o nich vyjádřil následovně:
Obě morové rány [způsobené šváby a komáry] však nejsou ničím ve srovnání s mnohem větší pohromou, která pronásleduje cestovatele doslova všude; lesy a louky se totiž hemží malými suchozemskými pijavicemi, staršími výzkumníky nazývanými Hirudo ceylanica [sic!]. Žijí v trávě, pod spadaným listím a kameny, ale také na stromech a keřích. Pohybují se extrémně rychle a svou kořist musí cítit na dálku. Jakmile zahlédnou člověka nebo zvíře, na svou oběť se vrhnou z celého okolí. Často si však sotva všimnete, že vám vůbec odsávají krev. Po několika hodinách se nasytí a poté samy odpadnou. […] Zvláště mrzuté je, že pijavice nejraději navštěvují místa, kde se už poměli jejich předchůdci, protože je přitahuje zanícená, prokrvená a teplejší kůže. V této části země jsou lidi sužováni pijavicemi více než hady, slony a šelmami. Abyste se ochránili před útokem tohoto malého, ale hrozivého nepřítele, je nezbytné zabezpečit především nohy, a sice koženými nebo silnými vlněnými punčochami, které se navlékají přes kalhoty a zavazují pod kolenem. […] I přes veškerou opatrnost jsme je brzy měli na krku, ve vlasech nebo na pažích, protože nežijí jen v trávě a listí, ale i na stromech, z nichž odpadávají na procházející lidi nebo zvířata.

Hromadné útoky pijavek mohou u hostitele vést k větším ztrátám krve, protože tito parazité dovedou nasát její množství ekvivalentní desetinásobku vlastní hmotnosti. Rány může následně postihnout sekundární infekce, pijavky z čeledi Haemadipsidae zároveň mohou představovat vektory parazitárních onemocnění, kdy např. australský rod Chtonobdella vystupuje v životních cyklech některých trypanosom. Rody Idiobdella a Mahebdella ze Seychelských ostrovů opustily potravu založenou na krvi a místo toho se živí coelomickou tekutinou suchozemských plžů.